# あっぱれ!熟年ファイターズ
あっぱれ!熟年ファイターズ（ - じゅくねん- ）は、広島ホームテレビで2009年4月18日から2017年12月30日まで放送されていたローカル番組。ハイビジョン制作（地上デジタル放送・朝日ニュースターとも）。放送時間は毎週土曜日9:30 - 10:30。略称は「熟ファイ」。
MCは元プロ野球投手の渡辺弘基。

## 概要
- 番組の原型は2008年12月27日（9:30 - 9:55）に放送された単発特番『熟年ファイターズ〜満開人生のススメ』[1]で、好評だったことから『あっぱれ!熟年ファイターズ』のタイトルでレギュラー化。タイトル通り熟年を意識していることからシニア世代をターゲットに、初回は55分スペシャルで放送された（9:55 - 10:50）。
- 初期の頃は『Jステーション』が放送されているさくらスタジオにて、番組専用の和風のセットを背景に立てて収録を行っていた。
- オープニングの挨拶後に出演者の名前の横には年齢が表記され（渡辺：66歳、伊藤：51歳、松本：44歳、串山：29歳）、ゲスト、VTR出演者にも原則として表記されている（2013年12月現在）。
- 過去に番組の最後に視聴者プレゼントを電話で受け付けていた週があったが（締め切りは通常時間は放送終了後から10:30まで、1時間SPの場合は11:00まで[2]）、現在は番組公式HPの投稿フォームとハガキで応募を受け付け、締め切りは翌週月曜日までとなっている。
- 7月第4土曜日～8月第1土曜日（夏休み）、年末年始（冬休み）、3月中旬～下旬まで（春休み）は放送を休止している。休止期間は正確には決まっていないが、大方2～3週間程度である。
- 放送を重ねるごとにスペシャルも多くなり、その大半は阪急交通社トラピックスとコラボレーションした番組オリジナルツアーの企画である。2013年度は特にそれ以外での拡大放送が多くなり、12月21日のエンディングで2014年から放送時間を1時間に拡大することを発表した。
- 2017年10月から、系列キー局テレビ朝日では『題名のない音楽会』（テレビ朝日制作）を本番組放送時間帯の一部である土曜10:00 - 10:30に枠移動することが決まったが、広島ホームテレビでは先行ネットに移行となるため[3]、本番組への影響はなかった。
- 2017年12月30日をもって番組を終了。単発特番を含めて9年間の放送の歴史に幕を閉じた。2018年1月以降は本番組の時間帯の一部をテレビ東京系列のアニメの遅れネットや再放送番組、通販番組などの自主編成に変更している。一方で『題名のない音楽会』は本番組終了後も引き続き先行ネットを継続していたが、同年4月改編により本局で『週刊ニュースリーダー』のネットを開始したことにより以降は土曜11:15 - 11:45の時差ネットとなっている。

## 歴史
2009年
- 8月22日放送分から屋外ロケをメインにした内容が多くなり、渡辺とローカルタレント（大松しんじ、にしべみか、松本裕見子など）とのやりとりが増えた。

2010年
- 1月16日 放送時間が土曜9:30 - 10:10に変更[4]
- 3月13日 初の生放送が実施され、広島グリーンアリーナで行われるアクティブライフ2010のイベント模様が生中継された（翌週3月20日にも生放送が実施、いずれも翌朝の再放送はなし）。
- 4月3日 放送時間が5分拡大（9:30 - 10:15）。セットが新装され、『Jステ』と兼用されていたものから独立。タイトルロゴは昭和を意識したレトロ風に変わり、熟年世代が興味のある旅やグルメに加えて、懐かしの昭和や身近な歴史をひもとく番組になった。
- 4月4日 CS局の朝日ニュースターでも放送開始、全国でも視聴可能になった。放送日時は毎週火曜 22:00 - 22:45（電子番組表では22:00 - 23:00、毎週金曜 11:00 - 11:45(約2ヶ月遅れ)）

2011年
- 3月12日 熊本特集を放送する予定を変更して、東北地方太平洋沖地震（3月11日に発生した東日本大震災）に伴う特別編成のため延期になった（延期になっていた同特集は後に4月30日に「熊本大特集」として放送された）。尚、ホームテレビを3月31日で退社する西村がこの回で降板となっていたが、それに関する告知と挨拶は一切行われなかった。
- 4月2日 前述の震災のため、本編開始前に冒頭で東日本大震災の被災者に向けてお見舞いのメッセージを添えて放送された。

## 放送概要
※放送の正味時間はいずれも「（）」の表記から5分引いた時間（再放送も同様）
2014年1月11日 -
毎週土曜 9:30 - 10:30（60分）
2010年1月16日 - 3月20日
毎週土曜 9:30 - 10:10（40分）
2009年4月18日 - 12月12日
毎週土曜 9:55～10:35（40分）
2010年4月3日 - 2013年12月21日
毎週土曜 9:30 - 10:15（45分）

### 再放送
2010年4月4日 - 2013年12月22日
毎週日曜 5:05 - 5:50
1時間スペシャルの場合は4:55から開始（生放送及び全米女子オープンゴルフ編成時は再放送なし）
2010年1月17日 - 3月21日
毎週日曜 5:10 - 5:50
2009年8月24日 - 12月14日
毎週月曜 5:10 - 5:50

### テーマソング
2011年4月2日 -
BGMタイトル不明
OPCGアニメーションは前作と同じカミガキヒロフミ。
過去
2009年4月18日 - 2010年3月20日
水前寺清子「365歩のマーチ」（オリジナルバージョン）
2010年4月3日 - 2011年3月5日
BGMタイトル不明
この回からカミガキヒロフミが描いたオープニングCGアニメーションに変更された

## 出演者
レギュラー
- 渡辺弘基（熟年サウスポー/1947年10月26日 - ）（77歳）

元プロ野球投手（阪急ブレーブス→広島東洋カープ）
愛称「ナベさん」。現在はイベント会社を経営
- 伊藤みのり（HOMEアナウンサー/1962年9月5日 - ）（62歳）

- 松本裕見子（一児の母/1968年12月23日 - ）（56歳）

2011年3月までは準レギュラー、同年4月2日放送分からは西村に変わってレギュラーとしてスタジオに毎週登場するようになった。
- 冨田奈央子（HOMEアナウンサー/1989年6月10日 - ）（35歳）

準レギュラー
- 大松しんじ（1971年1月31日 - ）（54歳）

2011年3月までは不定期でスタジオにも登場、同年4月以降は、ロケを中心に登場。

## 過去の出演者
- 黒川晶代（シャンティ・ヨガ）
- 前雅代（シャンティ・ヨガ）

2人は「ヨガうた自慢」コーナーに不定期出演していた。
- にしべみか

2009年9月5日放送分初登場、8年ぶりにこの番組でリポーターとして復帰。2010年7月17日放送分の「釣りのススメ」の回を最後に登場していない。
- 西村真二

2011年3月31日付けで広島ホームテレビを退職したため降板。2012年4月からきょんとお笑いコンビ ラフレクラン(現・コットン)を結成し活動している。
- 串山真理（HOMEアナウンサー/1984年7月25日 - ）（40歳）

2012年4月7日よりレギュラー。

## 主なコーナー

### 熟さんぽ
2012年10月6日開始。串山が

## 終了したコーナー

### 美婆美食
美しい老婆が美食を訪ねる美婆美食（ビバびしょく）を紹介するコーナー。

### ハッスル!熟年の星
シニアボディビルダーの金澤利翼が、リポーターとして名物熟年を探すロケコーナー。

### おっこりゃええのう ほうじゃろ!
熟年にオススメの物品を毎週1品紹介するコーナー。

### 昭和民謡でヨガうた自慢
番組の最後に行われるコーナー。歌に合わせてシャンティ・ヨガの黒川晶代がヨガの講座をする。使用される昭和民謡は毎週変わり、その曲は一般の熟年が黒川の側で歌われる。2010年4月のリニューアルに伴い終了。

### 熟年川柳
毎月変わるテーマに合わせたその川柳の意味とエピソードを添えて、視聴者が郵送もしくは番組の公式サイトの投稿フォームに川柳を送る。紹介された川柳を年齢に置き換えて渡辺が1点を"1歳"として判定。合計年齢が100歳になれば1万円がプレゼントされる。番組サイトではスタジオで紹介されなかった佳作を3作紹介されている。

基本的には特集後に番組終盤でこのコーナーが行われるが、1時間スペシャルを行うなどの都合で休止する場合がある。2012年9月29日放送分をもって「休止」した。

#### 川柳テーマ
2011年
1月 お餅
2月・3月 すきま風
4月 一年生
5月 バラ
6月・7月 カビ
8月・9月 汗

## 書籍
- ひろしま老舗物語（2014年10月、ザメディアジョン） 「あっぱれ! 熟年ファイターズ」放送5周年記念